# Si amanece nos vamos
"Si amanece, nos vamos" va ser un programa de ràdio que s'emetia les matinades a la Cadena Ser, que va crear i va estrenar la periodista Marta Robles al setembre de 1993. La primera emissió es va fer des de la Presó de dones de Carabanchel.

## Història
El nom del programa el va posar la mateixa Marta Robles, després de demanar-li al també periodista Juan Cruz, que pensava utilitzar-ho per a una novel·la, que l'hi "cedís". El títol, en realitat, pertany a un gravat de la sèrie "Els capritxos", del pintor aragonès Francisco de Goya.
Juan Cruz va col·laborar totes les nits en el programa de Marta Robles, llegint una carta en una secció que es va dir "Con la firma de Juan Cruz".
Durant tota la temporada que Marta Robles va estar al capdavant del programa, aquest es va emetre just després de "El larguero", de dilluns a dijous d'1.30 a 4.30 i els divendres d'1.30 a 5.00.
El programa comptava amb una secció d'entrevista per la qual van passar personalitats tan destacades de tots els àmbits, com l'escriptor Mario Benedetti, el llavors candidat a la Comunitat de Madrid Alberto Ruiz Gallardón, o el diplomàtic Inocencio Arias, que acabava d'abandonar la Secretària d'Estat de Cooperació Internacional i estava a punt de convertir-se en el nou Director del Reial Madrid. A més tenia una tertúlia, en la qual els participants, entre els quals es trobaven Alessandra Piccone, de l'Institut de Cultura Italià, l'escriptora Dulce Chacón o el periodista José Luis Roig, anaven girant, i un espai anomenat "el contestador", en el qual es recollien els missatges dels oïdors i es contestaven després en antena, al costat de les crides que s'anaven sumant en la nit, que es va fer molt popular. El contingut es completava amb segments dedicats a la recomanació de llibres, a l'actualitat o a l'agenda del cap de setmana. I sempre estava obert a les històries que qualsevol volgués comptar en la ràdio.
La següent temporada (1994), la primera part de l'horari de "Si amanece nos vamos" es va substituir pel programa "Hablar por hablar", aleshores presentat per Gemma Nierga i la resta va començar a dirigir-lo i presentar-lo el periodista Roberto Sánchez, mentre Marta Robles, després de rebre una Antena de Plata per "Si amanece nos vamos", va passar a codirigir i presentar, al costat del també periodista Javier Rioyo, "A vivir que son dos días".
El 13 de juliol de 2012 Roberto Sánchez va anunciar via Twitter que el programa després de més de 5.000 nits no tornaria a començar el dia.

## Estructura
El programa, que s'emetia de dilluns a divendres de 4 a 6 de la matinada seguia la següent estructura:

### Primera hora
- Dilluns i dimarts: La noche de los detectives: Roberto Sánchez planteja un enigma, habitualment de tints policials, que els oïdors resolen mitjançant preguntes a les quals el presentador tan sols pot contestar amb "si", "no" o "manca d'importància". Sobre aquest assumpte, Roberto Sánchez i Gregorio Benítez van editar un llibre fa uns anys amb els casos de més èxit. Enguany, des del programa, han fet un "concurs" per a saber quin ha estat la millor història enviada pels oïdors ja que, últimament, han augmentat substancialment les històries enviades, alguna cosa que ajuda a millorar la mecànica del joc i que aconsegueix que els oïdors puguin participar a través de dues vies diferents. En 2009, el primer guanyador ha estat Sergi, qui, des de Barcelona, ja portava un temps enviant històries i que s'ha convertit en un dels oïdors més prolífics.
- Dimecres a divendres: "Pídanos lo imposible": un espai en el qual els oïdors criden i plantegen dubtes que són respostes pels mateixos oïdors el més objectivament possible, bé través del telèfon o a través d'Internet. Els components del programa no poden respondre per molt evidents que els resultin les respostes.

Al final d'aquesta hora es repassa el santoral i les efemèrides.

### Segona hora
Revista de premsa, als esports, als sons de la ràdio, a la televisió i a l'hemeroteca. El programa es tanca amb les vinyetes de David Muñoz de Blas i Marc Guaita.

## Components
- Roberto Sánchez, conductor del programa.
- Mª José Gil, defensora dels oïdors en el joc dels detectius i tracta l'actualitat televisiva en la segona hora.
- Angela Sánchez, que atén el telèfon en la primera hora del programa i dona un repàs a l'hemeroteca en la segona hora.
- Miguel Ripoll, el tècnic del programa que participa com a personatge habitual escenificat pel conductor Roberto Sánchez, però que mai participa en antena directament.
- Gregorio Benitez dona un repàs en la segona hora dels sons de la ràdio.
- David Muñoz de Blas, imitacions.
- Marc Guaita, imitacions.